# 페닉스 (프로게이머)
페닉스(본명: 김재훈, 1995년 12월 7일 ~ )는 대한민국의 리그 오브 레전드 프로게이머로 포지션은 탑 라이너이다. 아이디는 Fenix를 사용하고 있다. 과거에는 Miso라는 아이디로 활동했다.

## 선수 생활
CJ 엔투스에 입단하면서 프로 커리어를 시작했다.
2013년 6월, Eat Sleep Game에 입단했다. 2013년 7월, 팀이 진에어에 인수되면서 진에어 그린윙스에 입단했다. 페닉스는 팰컨스 팀에 합류했다. 서머 시즌 팀의 주전 탑 라이너로 활동하면서 무난한 모습을 보여주었다. 2014 서머 시즌 이후에는 미드라이너로 포지션을 변경했다.
2015시즌을 앞두고 팀 리퀴드에 입단했다. 스프링 시즌 팀의 주전 미드라이너로 활동하면서 팀의 포스트시즌 진출에 기여했다. 서머 시즌에서는 스프링 시즌에 비해 더 발전된 모습을 보여주었다. 팀은 서머 시즌 포스트시즌에 진출했지만 포스트시즌에서는 부진한 모습을 보여주었다.
2016 스프링 시즌 동안에는 부진한 모습을 보여주었다. 하지만 팀은 포스트시즌에 진출했으며 포스트시즌에서는 좋은 모습을 보여주었다. 서머 시즌에서는 기복이 있는 모습을 보여주었다.
2017시즌을 앞두고 골드 코인 유나이티드에 입단했다. 스프링 시즌 팀의 승강전 진출에 기여했지만 승강전에서는 부진했다.
2018시즌을 앞두고 에코 폭스에 입단했다. 스프링 시즌 초반 좋은 모습을 보여주었지만 시즌이 진행될 수록 부진한 모습을 보여주었다. 팀은 스프링 시즌 종료 이후 포스트시즌에 진출했으며 포스트시즌에서는 좋은 모습을 보여주었다. 2018년 7월, 팀을 퇴단했다. 하지만 2019시즌을 앞두고 다시 입단했다.
2020시즌을 앞두고 디그니타스에 입단했다. 입단 이후 포지션을 원딜로 변경했다. 스프링 시즌에서는 팀의 아카데미 팀에 소속되어 있었다. 서머 시즌을 앞두고 포지션을 다시 미드라이너로 변경했다. 서머 시즌 팀의 주전으로 출전하면서 팀의 포스트시즌 진출에 기여했다. 2020시즌 종료 후 팀에서 퇴단했다.

## 소속팀
| # | 팀명                 | 소속 기간             | 소속 리그 | 비고 |
| - | -------------------- | --------------------- | --------- | ---- |
| 1 | CJ 엔투스            |                       | LCK       |      |
| 2 | Eat Sleep Game       | 2013.06~2014.05.22    | LCK       |      |
| 3 | 팀 리퀴드            | 2014.12.14~2016.12.13 | LCS       |      |
| 4 | 골드 코인 유나이티드 | 2016.12.15~2017.11.22 | NACS      |      |
| 5 | 에코 폭스            | 2017.12.08~2018.07.24 | LCS       |      |
| 6 | 에코 폭스            | 2018.11.30~2019.08.17 | LCS       |      |
| 7 | 디그니타스           | 2019.12.11~2020.11.17 | LCS       |      |

## 수상 내역
- LCS 챌린저 시리즈 스프링 2017 우승
- 리프트 라이벌즈 2018 준우승

## 플레이 스타일
니달리에 자신이 있다고 하며 다이애나는 연습이 필요하다고 했다. 그렇다고 공격적인 플레이에만 능한 것은 아니고 수비적인 플레이에도 자신있다고 한다.
여담이지만 원딜에서는 베인을 좋아한다고 하며 그래서 HOT6 Champions Summer 2013 조별 예선 마지막 경기에선 베인을 골라 원딜로 가기도 했다.